# Mockingbird
«Mockingbird» es una canción de rap del cantante estadounidense Eminem que está en su álbum Encore. Alcanzó el número 11 en las listas de música de EE. UU. y # 4 en el Reino Unido. Recibió una nominación al Grammy por mejor rap en solitario, pero perdió ante el exitoso sencillo de Kanye West "Gold Digger".
"Mockingbird" fue lanzado más tarde en el álbum de compilación de Eminem Curtain Call: The Hits.

## Letra
Este es un claro ejemplo de la capacidad de Eminem de contar historias rapeando, al igual que en "Stan". La letra tiene un contenido personal, cuenta sin disimular su relación temprana con sus hijas. Los críticos alabaron la canción por su letra.

### Estructura
Esta canción mezcla el rap original de un diálogo sobre el fallido matrimonio de Eminem, con una versión melódica de la tradicional "Mockingbird", canción de cuna llamada "Hush, Little Baby", el cual vendría a ser el coro.
Hay grabaciones adaptadas (con o sin letra adicional) de la canción original "Mockingbird" de Peter, Paul and Mary, el Taj Mahal, Etta James, Katie Melua, Inez and Charlie Foxx, Aretha Franklin, Carly Simon y muchos otros.

### Sencillo
Esta es la única canción de Eminem que no tiene una etiqueta de Parental Advisory (contenido para mayores o explícito), a pesar de que contiene la palabra fuck en la última frase.
Es también un ave paseriforme de América del Norte. Mockingbird

## Listas musicales de canciones
| Lista (2005)                         | Mejor posición |
| ------------------------------------ | -------------- |
| Australian Singles Chart             | 9              |
| Austrian Singles Chart               | 18             |
| Belgian Singles Chart                | 30             |
| German Singles Chart                 | 15             |
| Irish Singles Chart                  | 7              |
| Italian Singles Chart                | 20             |
| Dutch Singles Chart                  | 19             |
| New Zealand Singles Chart            | 8              |
| Norwegian Singles Chart              | 7              |
| Swiss Singles Chart                  | 14             |
| UK Singles Chart                     | 4              |
| U.S. Billboard Hot 100               | 11             |
| U.S. Billboard Hot R&B/Hip-Hop Songs | 51             |
| U.S. Billboard Hot Rap Tracks        | 10             |
| U.S. Billboard Pop 100               | 9              |

- Datos: Q2164631